# Plymouth Plaza
La Plaza è un'autovettura prodotta dalla Plymouth dal 1954 al 1958.

## Storia
La Plaza era caratterizzata da una linea che era tipica dei modelli Plymouth degli anni cinquanta. Queste forme, che all'epoca riscossero un certo successo, furono poi applicate anche sulla Plymouth Fury del 1958. La Plaza fu, per l'intero periodo in cui venne commercializzata, il modello più economico della gamma Plymouth. In quest'ultima, la Plaza era collocata appena sotto la Savoy.
Il modello era venduto in due versioni, berlina quattro porte e coupé due porte. Per quanto riguarda l'equipaggiamento, sulla Plaza per la prima volta fu possibile avere una vasta scelta di optional i quali erano, in precedenza, disponibili solo sui modelli di alto livello.
I motori disponibili sulla Plaza furono due propulsori a sei cilindri in linea che avevano una cilindrata, rispettivamente, di 3,8 L e 4,1 L, e due V8 da 3,9 L e 4,3 L.
Nel 1958 la Plymouth aggiunse all'offerta una versione speciale, la "Silver Special", che era dotata di una verniciatura color argento del tettuccio oltre che di inserti in acciaio installati sui parafanghi anteriori. Questi inserti si estendevano poi fino alle portiere anteriori.
Nel 1959 la Plaza fu tolta dai mercati e venne sostituita, nel ruolo di modello base della gamma, dalla Savoy.